# Ghazwat al-Ghaba
La spedizione di al-Ghāba, (in arabo غزوة ﺍﻟﻐﺎﺑـة‎?, Ghazwat al-Ghāba) o spedizione di Dhū Qarad (in arabo غزوة ذي قرد‎?), fu un fatto d'arme che contrappose nel settembre del 627 la giovane Umma musulmana alle forze di ʿAbd al-Raḥmān ʿUyayna b. Ḥiṣn al-Fazārī dei Ghaṭafān, che aveva razziato le dromedarie lattifere di Maometto
A guidare la spedizione punitiva dei musulmani fu chiamato Salama b. al-Akwaʿ lo scontro che ne seguì portò al recupero della metà degli animali predati (10 su venti) e all'uccisione di 4 dei predoni
Lo scontro sarebbe avvenuto, secondo alcune fonti, pochi mesi prima della spedizione di Khaybar.
Pochi giorni dopo il suo ritorno a Medina dopo il raid che egli aveva condotto contro i Banū Liḥyān, un gruppo armato dei B. Ghaṭafān, guidato da ʿAbd al-Raḥmān ʿUyayna b. Ḥiṣn al-Fazārī portò a segno una razzia nelle aree periferiche dell'oasi-città hijazena e depredò di 20 dromedarie da latte il branco di proprietà di Maometto, uccidendone il pastore-guardiano (ḥāras) e catturando sua moglie.

## Spedizione

### Motivi dell'attacco musulmano
Secondo William Montgomery Watt, ʿUyayna b. Ḥiṣn al-Fazārī era fortemente contrariato dal fatto che Maometto avesse rotto i negoziati con lui circa il ritiro dei Ghaṭafān.
ʿAbd al-Raḥmān ʿUyayna b. Ḥiṣn al-Fazārī realizzò un raid che aveva per obiettivo il furto delle dromedarie da latte di Maometto.
La località in cui le due parti si combatterono è nota come Dhū Qarad, uno stagno a una giornata di marcia da Medina. Secondo la maggioranza degli studiosi, ciò avvenne tre giorni prima della spedizione contro Khaybar.

### Reazione musulmana
La risposta dei musulmani non si fece attendere e la metà delle bestie depredate fu recuperata, come anche la donna. Maometto, sulla strada del ritorno, si fermò a Dhū Qarad e sacrificò un dromedario in segno di ringraziamento.